# Klášter Watten
Klášter Watten (francouzsky Abbaye Notre-Dame du Mont de Watten) je bývalý klášter v obci Watten ve francouzském departemetu Nord. Byl založen roku 1072 jako augustiniánská fundace na místě bývalé kaple. Donátorem kláštera se stal Robert Fríský se svou matkou Adélou Francouzskou. Od jeho syna Roberta Jeruzalémského získali augustiniáni "vlasy Panny Marie".
Díky svému umístění byl klášter častým cílem útočníků a jeho znovuobnovení realizoval alsaský hrabě Dětřich, jenž si jej také vybral jako místo svého posledního odpočinku. V 16. století byl klášter opakovaně vypleněn a vypálen a roku 1608 sem byli vysazeni angličtí jezuité, kteří budovy obnovili a udělali z nich sídlo noviciátu. Po odchodu jezuitů byl klášter v roce 1769 připojen k biskupství v Saint-Omer, opět došlo k jeho újmě a za francouzské revoluce byl znárodněn a prodán. Kostelní věž byla ponechána jako orientační bod pro námořníky.